# اچ‌ام‌اس تمپل (۱۷۵۸)
اچ‌ام‌اس تمپل (۱۷۵۸) (به انگلیسی: HMS Temple (1758)) یک کشتی بود که طول آن ۱۶۰ فوت (۴۹ متر) بود. این کشتی در سال ۱۷۵۸ ساخته شد.